# Marco Melandri
Marco Melandri, född 7 augusti 1982,är en italiensk roadracingförare som tävlar i världsmästerskapen i Superbike. Han har också tävlat i världsmästerskapen i Grand Prix Roadracing. Melandri blev världsmästare i 250GP-klassen säsongen 2002 på en Aprilia och körde MotoGP 2003-2010 och Superbike 2011-2014. Roadracing-VM 2015 gjorde Melandri comeback i MotoGP som fabriksförare för Aprilia Gresini men avbröt säsongen. Från 2017 tävlar han åter i Superbike.

## Karriär

### Grand Prix Roadracing
Melandri gjorde VM-debut vid Tjeckiens Grand Prix säsongen 1997 i 125GP-klassen. Året därpå körde han hela VM-säsongen. Redan i sitt fjärde Grand Prix säsongen 1998 blev han tvåa och efter ytterligare två andraplatser tog han sin första seger i TT Assen den 25 juni 2000 vid en ålder av 15 år och 322 dagar. Han blev därmed den yngste någonsin att vinna ett Grand Prix, ett rekord han tog från Ivan Goi och som togs ifrån honom av Scott Redding 2008. Melandri blev trea i VM 2000 och efter fem segrar blev han tvåa Roadracing-VM 2001.
- 2002 - världsmästare i 250GP för Aprilia
- 2003-2004 - kör MotoGP för Yamaha
- 2005-2007 - kör MotoGP för Gresini Honda. 2005 blir han tvåa i VM bakom suveränen Valentino Rossi, 2006 blir han fyra.
- 2008 - körde han i MotoGP-klassen för Ducati Corse. Säsongen blev ett totalt misslyckande för Melandri. Han och Ducati var överens om att bryta samarbetet.
- 2009 körde han för Kawasaki i MotoGP.
- 2010 körde han åter för Gresini Honda. Sista året i MotoGP.

### Superbike 2011-2014
Sösongen 2011 körde Melandri Superbike för Yamaha. Han vann fyra heat och blev tvåa i VM. 2012 fortsatte Melandri i Superbike, men för BMW, och blev VM-trea efter sex segrar. Han fortsatte för samma team 2013 och blev fyra i VM efter tre segrar. Till 2014 bytte han till Aprilias fabriksteam och blev återigen VM-fyra med sex heatsegrar.

### En kort sejour i MotoGP och åter till Superbike
Aprilia placerade sin fabriksförare Melandri som förare för att utveckla fabrikens MotoGP-motorcykel. Melandri kom aldrig överns med motorcykeln och var klart långsammast i startfältet. Melandri och Aprilia avbröt samarbetet efter åtta Grand Prix. Inför säsongen 2016 fick Melandri jobb som testförare på MV Agustas superbikemotorcykel. Han återkom till Superbike-VM 2017 som fabriksförare för Ducati. Han blev fyra 2017 och femma 2018. Till 2019 bytte Ducati ut honom mot Álvaro Bautista och Melandri fick istället en styrning hos GRT Yamaha WorldSBK.

### VM-säsonger
| Säsong | Klass                      | VM- plac.                  | Poäng                      | 1/2/3/- platser            | Starter                    | Motorcykel                 | Team                        | Startnr                    |
| ------ | -------------------------- | -------------------------- | -------------------------- | -------------------------- | -------------------------- | -------------------------- | --------------------------- | -------------------------- |
| 1997   | 125GP                      | -                          | 0                          | - / - / -                  | 1                          | Honda                      |                             |                            |
| 1998   | 125GP                      | 3                          | 202                        | 2 / 5 / 1                  | 14                         | Honda                      | Benetton Matteoni           | 13                         |
| 1999   | 125GP                      | 2                          | 226                        | 5 / 2 / 2                  | 14                         | Honda                      | Benetton Playlife           | 13                         |
| 2000   | 250GP                      | 5                          | 159                        | - / - / 4                  | 16                         | Aprilia                    | Blu Aprilia Team            | 35                         |
| 2001   | 250GP                      | 3                          | 194                        | 1 / 4 / 4                  | 15                         | Aprilia                    | MS Aprilia Racing           | 5                          |
| 2002   | 250GP                      | 1                          | 298                        | 9 / 3 / -                  | 16                         | Aprilia                    | MS Aprilia Racing           | 3                          |
| 2003   | MotoGP                     | 15                         | 45                         | - / - / -                  | 13                         | Yamaha                     | Fortuna Yamaha Team         | 33                         |
| 2004   | MotoGP                     | 12                         | 75                         | - / - / 2                  | 15                         | Yamaha                     | Fortuna Gauloises Tech 3    | 33                         |
| 2005   | MotoGP                     | 2                          | 220                        | 2 / 2 / 3                  | 17                         | Honda                      | Movistar Honda MotoGP       | 33                         |
| 2006   | MotoGP                     | 4                          | 272                        | 3 / 1 / 3                  | 17                         | Honda                      | Fortuna Honda               | 33                         |
| 2007   | MotoGP                     | 5                          | 187                        | - / 2 / 1                  | 17                         | Honda                      | Honda Gresini               | 33                         |
| 2008   | MotoGP                     | 17                         | 51                         | - / - / -                  | 18                         | Ducati                     | Ducati Marlboro Team        | 33                         |
| 2009   | MotoGP                     | 10                         | 108                        | - / 1 / -                  | 17                         | Kawasaki                   | Hayate Racing Team          | 33                         |
| 2010   | MotoGP                     | 10                         | 103                        | - / - / -                  | 17                         | Honda                      | San Carlo Honda Gresini     | 33                         |
| 2011   | Superbike                  | 2                          | 395                        | 4 / 7 / 4                  | 26                         | Yamaha                     | Yamaha World Superbike Team | 33                         |
| 2012   | Superbike                  | 3                          | 329                        | 6 / 5 / -                  | 25                         | BMW                        | BMW Motorrad Motorsport     | 33                         |
| 2013   | Superbike                  | 4                          | 359                        | 3 / 5 / 4                  | 27                         | BMW                        | BMW Motorrad GoldBet SBK    | 33                         |
| 2014   | Superbike                  | 4                          | 333                        | 6 / 2 / 3                  | 24                         | Aprilia                    | Aprilia Racing Team         | 33                         |
| 2015   | MotoGP                     | -                          | 0                          | - / - / -                  | 8                          | Aprilia                    | Aprilia Racing Team Gresini | 33                         |
| 2016   | Deltog ej i någon VM-klass | Deltog ej i någon VM-klass | Deltog ej i någon VM-klass | Deltog ej i någon VM-klass | Deltog ej i någon VM-klass | Deltog ej i någon VM-klass | Deltog ej i någon VM-klass  | Deltog ej i någon VM-klass |
| 2017   | Superbike                  | 4                          | 327                        | 1 / 3 / 9                  | 26                         | Ducati                     | Aruba.it Racing - Ducati    | 33                         |
| 2018   | Superbike                  | 5                          | 297                        | 2 / 3 / 5                  | 25                         | Ducati                     | Aruba.it Racing - Ducati    | 33                         |
| 2019   | Superbike                  |                            |                            |                            |                            | Yamaha                     | GRT Yamaha WorldSBK         | 33                         |

## Framskjutna placeringar MotoGP
| Nr | Grand Prix | År   |
| -- | ---------- | ---- |
| 1  | Turkiet    | 2005 |
| 2  | Valencia   | 2005 |
| 3  | Turkiet    | 2006 |
| 4  | Frankrike  | 2006 |
| 5  | Australien | 2006 |

| Nr | Grand Prix | År   |
| -- | ---------- | ---- |
| 1  | Holland    | 2005 |
| 2  | Qatar      | 2005 |
| 3  | Tyskland   | 2006 |
| 4  | Frankrike  | 2007 |
| 5  | Malaysia   | 2007 |
| 6  | Frankrike  | 2009 |

| Nr | Grand Prix     | År   |
| -- | -------------- | ---- |
| 1  | Katalonien     | 2004 |
| 2  | Holland        | 2004 |
| 3  | Spanien        | 2005 |
| 4  | Kina           | 2005 |
| 5  | Katalonien     | 2005 |
| 6  | Storbritannien | 2006 |
| 7  | USA            | 2006 |
| 8  | Japan          | 2006 |
| 9  | USA            | 2007 |

## Framskjutna placeringar 250GP

### Segrar
| Nr | Grand Prix     | År   |
| -- | -------------- | ---- |
| 1  | Tyskland       | 2001 |
| 2  | Sydafrika      | 2002 |
| 3  | Italien        | 2002 |
| 4  | Katalonien     | 2002 |
| 5  | Holland        | 2002 |
| 6  | Storbritannien | 2002 |
| 7  | Tyskland       | 2002 |
| 8  | Tjeckien       | 2002 |
| 9  | Australien     | 2002 |
| 10 | Spanien        | 2002 |

## Framskjutna placeringar 125GP

### Segrar
| Nr | Grand Prix | År   |
| -- | ---------- | ---- |
| 1  | Holland    | 1998 |
| 2  | Tjeckien   | 1998 |
| 3  | Tyskland   | 1999 |
| 4  | Tjeckien   | 1999 |
| 5  | San Marino | 1999 |
| 6  | Australien | 1999 |
| 7  | Argentina  | 1999 |

## Framskjutna placeringar Superbike

### Segrar
| Nr | Deltävling    | År   |
| -- | ------------- | ---- |
| 1  | Donington 1   | 2011 |
| 2  | Aragon 1      | 2011 |
| 3  | Brno 1        | 2011 |
| 4  | Portimão 2    | 2011 |
| 5  | Donington 1   | 2012 |
| 6  | Miller 2      | 2012 |
| 7  | Aragon 2      | 2012 |
| 8  | Brno 1        | 2012 |
| 9  | Brno 2        | 2012 |
| 10 | Moskva 2      | 2012 |
| 11 | Monza 1       | 2013 |
| 12 | Portimão 2    | 2013 |
| 13 | Moskva 1      | 2013 |
| 14 | Sepang 1      | 2014 |
| 15 | Sepang 2      | 2014 |
| 16 | Laguna Seca 1 | 2014 |
| 17 | Jerez 1       | 2014 |
| 18 | Jerez 2       | 2014 |
| 19 | Magny-Cours 2 | 2014 |